# Петропавловка (Белгородский район)
Петропавловка — село в Белгородском районе Белгородской области. Входит в состав Беломестненского сельского поселения.

## География
Село расположено на юго-западе региона и на расстоянии примерно 23 км по прямой к северо-востоку от административного центра района — Майского.
Часовой пояс
Село Петропавловка как и вся Белгородская область, находится в часовой зоне МСК (московское время). Смещение применяемого времени относительно UTC составляет +3:00.

## Население
| 2002 | 2010 |
| ---- | ---- |
| 477  | ↗553 |

Национальный состав
Согласно результатам переписи 2002 года, в национальной структуре населения
русские составляли 94 % из 477 чел..